# Maurice Procter
Pour les articles homonymes, voir Procter.
Maurice Procter, né le 4 février 1906 à Nelson, dans le Lancashire, et mort en 1973 à Halifax, dans le Yorkshire de l'Ouest, est un écrivain britannique, auteur de roman policier.

## Biographie
Fils de William Procter et Rose Hannah, Maurice Procter fréquente la Nelson Grammar School avant de rejoindre l'armée à l'âge de 15 ans en mentant sur son âge. Il travaille ensuite brièvement comme tisseur dans une fabrique de coton du Lancashire.
En 1927, il devient agent de police à Halifax, dans le Yorkshire de l'Ouest, où il s'installe. Il y épouse Winifred Blakey en 1933. Il sert dans la police d'Halifax pendant 19 ans. Son expérience du terrain apporte à son œuvre un réalisme apprécié par la critique.
Il publie ses premiers romans alors qu'il officie encore dans la police, à commencer par No Proud Chivalry publié en 1947. Dès que ses œuvres lui permettent de gagner sa vie, il quitte la police et partage son temps entre l'Angleterre, l'Espagne et Gibraltar.
Il pratique la lecture, le jardinage, les cartes et la moto.
Il est surtout connu pour sa série de romans d'enquête policière ayant pour héros l'inspecteur-chef Harry Martineau de la police municipale de Granchester, ville fictive inspirée de la ville de Manchester, où est d'ailleurs tourné en 1960 le film Un homme pour le bagne, tiré du roman Hell Is a City. « Grande taille, beau visage, yeux gris, Harry Martineau est un gentleman qui doute parfois de ses capacités de policier (notamment après avoir tué un criminel en passe d'être capturé). De sa première affaire (Hell Is a City, 1953), au cours de laquelle il est confronté à un prisonnier évadé qui est aussi un vieil ami d'enfance, jusqu'à Hideway (1968), on le retrouve dans quatorze récits ».
Maurice Procter décède au Royal Halifax Infirmary en 1973.

## Œuvre

### Romans

#### SériePhilip Hunter
- The Chief Inspector's Statement (1951), aussi titré The Pennycross Murders
- I Will Speak Daggers (1956), aussi titré The Ripper et Ripper Murders

#### SérieInspecteur-chef Harry Martineau
- Hell Is a City (1954), aussi titré Somewhere in This City
- The Midnight Plumber (1957) Publié en français sous le titre Le Plombier de minuit, Paris, Presses de la Cité, coll. Un mystère no 449, 1959
- Man in Ambush (1958)
- Killer at Large (1959)
- Devil's Due (1960)
- The Devil Was Handsome (1961)
- A Body to Spare (1962)
- Moonlight Flitting (1963), aussi titré The Graveyard Rolls
- Two Men in Twenty (1964) Publié en français sous le titre Deux hommes sur vingt, Paris, Dupuis, coll. « Mi-nuit » no 10, 1966
- Death Has a Shadow (1965), aussi titré Homicide Blonde
- His Weight in Gold (1966) Publié en français sous le titre Le Prix du silence, Paris, Dupuis, coll. « Mi-nuit » no 22, 1967
- Rogue Running (1966)
- Exercise Hoodwink (1967)
- Hideaway (1968)

#### Autres romans
- No Proud Chivalry (1947)
- Each Man's Destiny (1947)
- The End of the Street (1949)
- Hurry the Darkness (1952)
- Rich Is the Treasure (1952), aussi titré Diamond Wizard
- The Pub Crawler (1956)
- Three at the Angel (1958)
- The Spearhead Death (1960)
- Devil in the Moonlight (1962)
- The Dog Man (1969)

### Adaptations

#### Au cinéma
- 1954 : Enquête spéciale (The Diamond), film britannique réalisé par Dennis O'Keefe et Montgomery Tully, adaptation du roman Rich Is the Treasure (1952), avec Dennis O'Keefe, Margaret Sheridan et Philip Friend
- 1960 : Un homme pour le bagne (Hell Is a City), film britannique réalisé par Val Guest, adaptation du roman Hell Is a City (1954), avec Stanley Baker, John Crawford, Donald Pleasence et Billie Whitelaw

#### À la télévision
- 1963 : Hot Ice, épisode 42, saison 4 de la série télévisée britannique No Hiding Place (en), sur un scénario original de Maurice Procter
- 1982 : Flaucht aus London, téléfilm allemand réalisé par Wolfgang Storch, adaptation du roman Deux hommes sur vingt (Two Men in Twenty, 1964), avec Matthias Ponnier et Angelika Bender

## Sources
- Claude Mesplède, Dictionnaire des littératures policières, vol. 2 : J - Z, Nantes, Joseph K, coll. « Temps noir », 2007, 1086 p. (ISBN 978-2-910-68645-1, OCLC 315873361), p. 589.